# Bodo Nassal
Bodo Nassal (* 1960 in Tübingen) ist ein deutscher Maler und Objektkünstler.

## Ausbildung und Leben
Bodo Nassal wurde 1960 in Tübingen geboren, später studierte er an der Akademie der Bildenden Künste in Stuttgart. Er veröffentlicht seine Werke, die er auf verschiedenen Ausstellungen präsentierte, auf seiner Website. 2004 zog er nach Esslingen. Seit 1992 arbeitet er außerdem als Kunstlehrer am Gymnasium Korntal-Münchingen. Den Vernissage-Jahrespreis erhielt er 2012.

## Werke (Bekannt)

### Gemälde und Skulpturen
- 1993–2000: Hysterliewand 1+2
- 1994: Augenblicke
- 1995: Das Kaiserliche Gebuffschiff
- 1995–1998: Die Jahre im Regen
- 1996: Körperschilde
- 1997: Kojen
- 1997–1998: 100 Portraits
- 1998–1999: Portraitkuben
- 1999–2007: Akte
- 2008: Stadtlandschaften
- 2009: Fragmente
- 2010: Triptychen
- 2011: Carceri
- 2012: Paradiesitis 1
- 2012: Paradiesitis 2
- 2013: Paradiesitis 3
- 2014: Ambiviolenzen
- 2015/16: Äquiviolenzen
- 2017: Toccato-Notizen
- 2018: Interieurs